# Gran Premio d'Ungheria 1990
Il Gran Premio d'Ungheria 1990 è stato un Gran Premio di Formula 1 disputato il 12 agosto 1990 allo Hungaroring di Budapest. La gara è stata vinta dal pilota belga Thierry Boutsen su Williams; per il vincitore si trattò della sua terza ed ultima vittoria in Formula 1.

## Qualifiche
Thierry Boutsen conquista la prima (ed unica) pole position in carriera davanti al compagno di squadra Patrese e alle due McLaren di Berger e Senna. 

### Prequalifiche
| Pos                        | No | Pilota             | Costruttore   | Tempo    | Distacco |
| -------------------------- | -- | ------------------ | ------------- | -------- | -------- |
| 1                          | 25 | Nicola Larini      | Ligier-Ford   | 1:21.518 | —        |
| 2                          | 26 | Philippe Alliot    | Ligier-Ford   | 1:21.710 | +0.192   |
| 3                          | 18 | Yannick Dalmas     | AGS-Ford      | 1:23.227 | +1.709   |
| 4                          | 17 | Gabriele Tarquini  | AGS-Ford      | 1:23.406 | +1.888   |
| Vetture non prequalificate |    |                    |               |          |          |
| NPQ                        | 14 | Olivier Grouillard | Osella-Ford   | 1:23.582 | +2.064   |
| NPQ                        | 31 | Bertrand Gachot    | Coloni-Ford   | 1:23.670 | +2.152   |
| NPQ                        | 33 | Roberto Moreno     | EuroBrun-Judd | 1:24.386 | +2.868   |
| NPQ                        | 34 | Claudio Langes     | EuroBrun-Judd | 1:26.514 | +4.996   |
| NPQ                        | 39 | Bruno Giacomelli   | Life          | 1:41.431 | +19.913  |

### Classifica
| Pos                     | No | Pilota             | Costruttore             | Tempo    | Distacco |
| ----------------------- | -- | ------------------ | ----------------------- | -------- | -------- |
| 1                       | 5  | Thierry Boutsen    | Williams - Renault      | 1:17.919 |          |
| 2                       | 6  | Riccardo Patrese   | Williams - Renault      | 1:17.955 | +0.036   |
| 3                       | 28 | Gerhard Berger     | McLaren - Honda         | 1:18.127 | +0.208   |
| 4                       | 27 | Ayrton Senna       | McLaren - Honda         | 1:18.162 | +0.243   |
| 5                       | 2  | Nigel Mansell      | Ferrari                 | 1:18.719 | +0.800   |
| 6                       | 4  | Jean Alesi         | Tyrrell - Ford          | 1:18.726 | +0.807   |
| 7                       | 19 | Alessandro Nannini | Benetton - Ford         | 1:18.901 | +0.982   |
| 8                       | 1  | Alain Prost        | Ferrari                 | 1:19.029 | +1.110   |
| 9                       | 20 | Nelson Piquet      | Benetton - Ford         | 1:19.453 | +1.534   |
| 10                      | 22 | Andrea De Cesaris  | Scuderia Italia - Ford  | 1:19.675 | +1.756   |
| 11                      | 11 | Derek Warwick      | Lotus - Lamborghini     | 1:19.839 | +1.920   |
| 12                      | 29 | Éric Bernard       | Larrousse - Lamborghini | 1:19.963 | +2.044   |
| 13                      | 21 | Emanuele Pirro     | Scuderia Italia - Ford  | 1:19.970 | +2.051   |
| 14                      | 23 | Pierluigi Martini  | Minardi - Ford          | 1:20.197 | +2.278   |
| 15                      | 3  | Satoru Nakajima    | Tyrrell - Ford          | 1:20.202 | +2.783   |
| 16                      | 16 | Ivan Capelli       | Leyton House - Judd     | 1:20.385 | +2.466   |
| 17                      | 15 | Maurício Gugelmin  | Leyton House - Judd     | 1:20.397 | +2.478   |
| 18                      | 12 | Martin Donnelly    | Lotus - Lamborghini     | 1:20.602 | +2.683   |
| 19                      | 30 | Aguri Suzuki       | Larrousse - Lamborghini | 1:20.619 | +2.700   |
| 20                      | 8  | Stefano Modena     | Brabham - Judd          | 1:20.715 | +2.796   |
| 21                      | 26 | Philippe Alliot    | Ligier - Ford           | 1:21.003 | +3.084   |
| 22                      | 9  | Michele Alboreto   | Arrows - Ford           | 1:21.758 | +3.839   |
| 23                      | 24 | Paolo Barilla      | Minardi - Ford          | 1:21.849 | +3.930   |
| 24                      | 17 | Gabriele Tarquini  | AGS - Ford              | 1:21.964 | +4.045   |
| 25                      | 25 | Nicola Larini      | Ligier - Ford           | 1:22.078 | +4.159   |
| 26                      | 10 | Alex Caffi         | Arrows - Ford           | 1:22.126 | +4.207   |
| Vetture non qualificate |    |                    |                         |          |          |
| NQ                      | 18 | Yannick Dalmas     | AGS - Ford              | 1:22.263 | +4.344   |
| NQ                      | 7  | David Brabham      | Brabham - Judd          | 1:22.488 | +4.569   |
| NQ                      | 36 | Jyrki Järvilehto   | Onyx - Ford             | 1:22.647 | +4.728   |
| NQ                      | 35 | Gregor Foitek      | Onyx - Ford             | 1:24.361 | +6.442   |

## Gara
Thierry Boutsen conduce la gara dal primo all'ultimo giro, conquistando la vittoria davanti a Senna e resistendo alla pressione del brasiliano negli ultimi giri. Il ritiro di Prost consente comunque a Senna di allungare decisamente in campionato. La gara è caratterizzata da diverse collisioni, che mettono fuori gioco tra gli altri Nannini (speronato proprio da Senna mentre occupava la seconda posizione), Berger e Mansell, venuti a contatto mentre lottavano per il terzo posto e Alesi, protagonista di un incidente con un doppiato.
| Pos      | No | Pilota             | Costruttore             | Giri | Tempo/Ritiro e posizione al ritiro | Partenza | Punti |
| -------- | -- | ------------------ | ----------------------- | ---- | ---------------------------------- | -------- | ----- |
| 1        | 5  | Thierry Boutsen    | Williams - Renault      | 77   | 1:49:30.597                        | 1        | 9     |
| 2        | 27 | Ayrton Senna       | McLaren - Honda         | 77   | +0.288                             | 4        | 6     |
| 3        | 20 | Nelson Piquet      | Benetton - Ford         | 77   | +27.893                            | 9        | 4     |
| 4        | 6  | Riccardo Patrese   | Williams - Renault      | 77   | +31.833                            | 2        | 3     |
| 5        | 11 | Derek Warwick      | Lotus - Lamborghini     | 77   | +1:14.244                          | 11       | 2     |
| 6        | 29 | Éric Bernard       | Larrousse - Lamborghini | 77   | +1:24.308                          | 12       | 1     |
| 7        | 12 | Martin Donnelly    | Lotus - Lamborghini     | 76   | +1 giro                            | 18       |       |
| 8        | 15 | Maurício Gugelmin  | Leyton House - Judd     | 76   | +1 giro                            | 17       |       |
| 9        | 10 | Alex Caffi         | Arrows - Ford           | 76   | +1 giro                            | 26       |       |
| 10       | 21 | Emanuele Pirro     | Scuderia Italia - Ford  | 76   | +1 giro                            | 13       |       |
| 11       | 25 | Nicola Larini      | Ligier - Ford           | 76   | +1 giro                            | 25       |       |
| 12       | 9  | Michele Alboreto   | Arrows - Ford           | 75   | +2 giri                            | 22       |       |
| 13       | 17 | Gabriele Tarquini  | AGS - Ford              | 74   | +3 giri                            | 24       |       |
| 14       | 26 | Philippe Alliot    | Ligier - Ford           | 74   | +3 giri                            | 21       |       |
| 15       | 24 | Paolo Barilla      | Minardi - Ford          | 74   | +3 giri                            | 23       |       |
| 16       | 28 | Gerhard Berger     | McLaren - Honda         | 72   | Collisione con N. Mansell          | 3        |       |
| 17       | 2  | Nigel Mansell      | Ferrari                 | 72   | Collisione con G. Berger           | 5        |       |
| Ritirato | 19 | Alessandro Nannini | Benetton - Ford         | 64   | Collisione con A. Senna            | 7        |       |
| Ritirato | 16 | Ivan Capelli       | Leyton House - Judd     | 56   | Problemi al cambio                 | 16       |       |
| Ritirato | 30 | Aguri Suzuki       | Larrousse - Lamborghini | 37   | Problemi al motore                 | 19       |       |
| Ritirato | 1  | Alain Prost        | Ferrari                 | 36   | Problemi al cambio                 | 8        |       |
| Ritirato | 4  | Jean Alesi         | Tyrrell - Ford          | 36   | Collisione con P. Martini          | 6        |       |
| Ritirato | 8  | Stefano Modena     | Brabham - Judd          | 35   | Problemi al motore                 | 20       |       |
| Ritirato | 23 | Pierluigi Martini  | Minardi - Ford          | 35   | Collisione con J. Alesi            | 14       |       |
| Ritirato | 22 | Andrea De Cesaris  | Scuderia Italia - Ford  | 22   | Problemi al motore                 | 10       |       |
| Ritirato | 3  | Satoru Nakajima    | Tyrrell - Ford          | 9    | Fuoripista (problemi ai freni)     | 15       |       |
| NQ       | 18 | Yannick Dalmas     | AGS - Ford              |      |                                    |          |       |
| NQ       | 7  | David Brabham      | Brabham - Judd          |      |                                    |          |       |
| NQ       | 36 | Jyrki Järvilehto   | Onyx - Ford             |      |                                    |          |       |
| NQ       | 35 | Gregor Foitek      | Onyx - Ford             |      |                                    |          |       |
| NPQ      | 14 | Olivier Grouillard | Osella - Ford           |      |                                    |          |       |
| NPQ      | 31 | Bertrand Gachot    | Coloni - Ford           |      |                                    |          |       |
| NPQ      | 33 | Roberto Moreno     | EuroBrun - Judd         |      |                                    |          |       |
| NPQ      | 34 | Claudio Langes     | EuroBrun - Judd         |      |                                    |          |       |
| NPQ      | 39 | Bruno Giacomelli   | Life                    |      |                                    |          |       |

## Classifiche

### Piloti
| Pos. | Pilota             | Punti |
| ---- | ------------------ | ----- |
| 1    | Ayrton Senna       | 54    |
| 2    | Alain Prost        | 44    |
| 3    | Gerhard Berger     | 29    |
| 4    | Thierry Boutsen    | 27    |
| 5    | Nelson Piquet      | 22    |
| 6    | Riccardo Patrese   | 15    |
| 7    | Jean Alesi         | 13    |
| 8    | Nigel Mansell      | 13    |
| 9    | Alessandro Nannini | 13    |
| 10   | Ivan Capelli       | 6     |
| 11   | Éric Bernard       | 5     |
| 12   | Derek Warwick      | 3     |
| 13   | Alex Caffi         | 2     |
| 14   | Stefano Modena     | 2     |
| 15   | Satoru Nakajima    | 1     |
| 16   | Aguri Suzuki       | 1     |

### Costruttori
| Pos. | Team                    | Punti |
| ---- | ----------------------- | ----- |
| 1    | McLaren - Honda         | 83    |
| 2    | Ferrari                 | 57    |
| 3    | Williams - Renault      | 42    |
| 4    | Benetton - Ford         | 35    |
| 5    | Tyrrell - Ford          | 14    |
| 6    | Leyton House - Judd     | 6     |
| 7    | Larrousse - Lamborghini | 6     |
| 8    | Lotus - Lamborghini     | 3     |
| 9    | Brabham - Judd          | 2     |
| 10   | Arrows - Ford           | 2     |

## Fonti
- Salvo dove indicato diversamente, tutti i dati statistici sono tratti da  Hungaroinfo.com. URL consultato il 26 aprile 2009.